# Husnotiella glossophylla
Husnotiella glossophylla är en bladmossart som beskrevs av Theodor Carl Karl Julius Herzog 1916. Husnotiella glossophylla ingår i släktet Husnotiella och familjen Pottiaceae. Inga underarter finns listade i Catalogue of Life.